# Zagrebačko kazalište mladih
Zagrebačko kazalište mladih (ZeKaeM), nekadašnje Pionirsko kazalište koje u Zagrebu djeluje od 29. ožujka 1948., jedno je od popularnih zagrebačkih kazališta. Nalazi se u Teslinoj ulici broj 7 i mjesto je scenskih istraživanja u domeni umjetničkog teatra za djecu i mladež, ali i gledatelje ostalih dobnih skupina. To kazalište i danas zauzima značajno mjesto među sličnim europskim kazalištima zbog predstava i koprodukcijskih projekata kojima pomiče granice suvremene scenske umjetnosti. 
Aktualna ravnateljica Zagrebačkog kazališta mladih je Snježana Abramović Milković, koja je dužnost preuzela 10. prosinca 2014.

## Osnivanje
Prva ravnateljica tadašnjeg Pionirskog kazališta (PIK) bila je Božena Begović koja je sa stotinjak djece školskog uzrasta i grupom svojih suradnika kazališnih entuzijasta krenula u novu kazališnu avanturu. 
Cilj je bio da u poratno vrijeme okupi što veći broj djece i služeći se svim oblicima kazališnog rada razvija njihove kreativne potencijale ali da djeluje i odgojno – pedagoški.
Godine 1967. Zagrebačko pionirsko kazalište mijenja ime u Zagrebačko kazalište mladih. Godine 1977. ZKM postaje profesionalno kazalište koje u svojim predstavama angažira mlade tek diplomirane glumce, dio kojih je svoje djetinjstvo proveo u PIK-u. Rad s djecom i mladima se nastavlja i traje sve do danas.

## Ansambl
Članovi ansambla su (abecednim redom): Milivoj Beader, Hrvojka Begović, Mia Biondić, Katarina Bistrović-Darvaš, Goran Bogdan, Robert Budak, Dado Ćosić, Zoran Čubrilo,  Nataša Dangubić, Nataša Dorčić, Petar Leventić, Edvin Liverić, Danijel Ljuboja, Maro Martinović, Frano Mašković, Rene Medvešek, Branko Meničanin, Sreten Mokrović, Filip Nola, Nadežda Perišić Radović, Adrian Pezdirc, Dora Polić Vitez, Barbara Prpić, Anđela Ramljak, Urša Raukar, Rakan Rushaidat, Damir Šaban, Doris Šarić Kukuljica, Lucija Šerbedžija, Jasmin Telalović, Kristijan Ugrina, Marica Vidušić, Vedran Živolić

## Vanjski suradnici
Vanjski suradnik:  Toma Medvešek.

## Učilište
Učilište ZKM-a od svog je početka bilo važna umjetničko-odgojna ustanova, ponajprije u službi grada Zagreba te njegove djece i mladih. U određenim razdobljima ono je bilo žarište dječjeg dramskog stvaralaštva od svjetskog značaja. Ono je i danas po svom značaju, utjecajima i odjecima, metodičko i idejno žarište dramske pedagogije i dječjeg dramskog stvaralaštva u Hrvatskoj.
Danas Učilište okuplja više od 1400 polaznika koji djeluju u Dramskom, Plesnom i Lutkarskom studiju. Rad se odvija tijekom školske godine, a sastoji se od umjetničko-pedagoške nastave te pripreme nastupa i predstava za javnost.
Učilište ZKM-a je 2009. godine dobilo Plaketu grada Zagreba za sveukupni doprinos razvoju dječjeg kazališnog stvaralaštva tijekom 60 godina postojanja.

## Nagrade
Zagrebačko kazalište mladih u posljednjih je desetak godina osvojilo više od 130 nagrada za svoj rad, među kojima se osobito
ističu ugledna međunarodna priznanja i nagrade na najpoznatijim festivalima i kazališnim događanjima u Europi i svijetu, od Bruxellesa, Berlina, Freiburga, Nitre, Moskve, Heidelberga, Wiesbadena, Plzeňa, Varne, Helsinkija, Beča, Beograda, Skoplja i Ljubljane pa sve do New Yorka i Kostarike.

## Kazališno vijeće ZKM-a
Članovi Kazališnog vijeća Zagrebačkog kazališta mladih su: Marija Sekelez, Ljiljana Štokalo, Krešimir Jurić, te predsjednik Ivica Prlender.

## Vanjske poveznice
- Zagrebačko kazalište mladih – službene stranice (hrv.) (engl.)
- Facebook stranica Zagrebačkog kazališta mladih
- Twitter kanal Zagrebačkog kazališta mladih
- Instagram profil Zagrebačkog kazališta mladih
- YouTube kanal Zagrebačkog kazališta mladih